# El Mañana
"El Mañana" és una cançó de l'àlbum Demon Days, del grup virtual britànic Gorillaz. Fou llançada com a quart senzill l'àlbum el 10 d'abril de 2006 al Regne Unit com una doble cara-A juntament amb "Kids with Guns". Tot i que el grup és britànic, la cançó està titulada en espanyol i significa "el demà".

## Videoclip
El videoclip fou llançat l'11 de març de 2006 i fou dirigit per Jamie Hewlett i Pete Candeland amb la producció de Passion Pictures. Representa la continuació del relat començat a "Feel Good Inc.", on apareix la Noodle vivint plàcidament en una petita illa que es desplaça volant pel cel aparentment gràcies a un molí de vent. De sobte apareixen dos helicòpters que comencen a disparar l'illa i la Noodle. Ella es tanca dins el molí però els helicòpters no paren fins que s'incendia. A poc a poc es comença a destruir el molí i l'illa es precipita cap al buit fins que s'estavella en un congost. Els creadors del videoclip van explicar que s'havien inspirat en l'artista d'animació japonès Hayao Miyazaki per crear l'ambient i especialment en Làputa, el castell al cel del mateix autor per representar l'illa amb el molí de vent.
Continuant amb la idea presentada a "Feel Good Inc.", l'illa representa la llibertat de pensament respecte a l'"estupidització" de la cultura de masses a causa dels mitjans de comunicació. En canvi, els helicòpters representen el poder de les corporacions mediàtiques que intenten acabar amb la llibertat de pensament. Per altra banda, també es poden veure reflectits arguments contra la guerra i a favor de l'ecologia. Mentre l'illa mostra un medi ambient saludable, les imatges que es mostren de la Terra quan l'illa s'està precipitant del cel, són de terres estèrils i desèrtiques que han estat destruïdes per les indústries. L'estil dels helicòpters recorda als Comanche utilitzats en la Guerra d'Iraq i l'escena final on un dels helicòpters llança una bomba per rematar l'illa estavellada recorda el bombardeig d'Hiroshima.